# زوفیا زبوروفسکا
زوفیا زبوروفسکا (لهستانی: Zofia Zborowska؛ زادهٔ ۱۷ مه ۱۹۸۷) بازیگر اهل لهستان است.
از فیلم‌ها یا مجموعه‌های تلویزیونی که وی در آن‌ها نقش داشته است، می‌توان به رازداری حرفه‌ای، رنگ‌های خوشبختی، در خوشی و سختی، پدر متیو و اجاره‌نشین‌ها اشاره نمود.